# Baby, What a Big Surprise
Baby, What a Big Surprise is een nummer van de Amerikaanse band Chicago uit 1977. Het is de eerste single van hun negende studioalbum Chicago XI.
Het nummer, dat gaat over een man die zijn oude geliefde weer terugvindt, werd ingezongen door Peter Cetera. Zijn broer Tim en Carl Wilson van The Beach Boys verzorgden de achtergrondvocalen. Het nummer werd vooral in Noord-Amerika, Oostenrijk en Nederland een grote hit. In de Amerikaanse Billboard Hot 100 haalde het de 4e positie. In de Nederlandse Top 40 werd de 3e positie gehaald, terwijl het in de Vlaamse Radio 2 Top 30 niet verder kwam dan een bescheiden 24e positie.

## NPO Radio 2 Top 2000
Baby, What a Big Surprise stond alleen in 2002 in de NPO Radio 2 Top 2000, op plek 509.